# Lonsdale (Minnesota)
Lonsdale – miasto w Stanach Zjednoczonych, w stanie Minnesota, w hrabstwie Rice.